# Bobby Butler
Robert "Bobby" Butler, född 26 april 1987 i Marlborough, är en amerikansk professionell ishockeyspelare som spelar för Modo Hockey i SHL. Han har tidigare representerat bland annat Nashville Predators, New Jersey Devils och Ottawa Senators. År 2011 vann han Calder Cup med Binghamton Senators.

## Spelarkarriär

### Juniorkarriär
Innan Butler inledde studier vid University of New Hampshire (UNH) spelade han tre säsonger med Boston Jr Bruins, och fem säsonger med Marlborough High School. Under säsongen 2004-05 hjälpte han både sitt high school- och juniorlag till mästerskapstitlar. På Marlborough High School spelade Butler in 284 poäng på 116 matcher och slog skolans målrekord efter att ha gjort 58 mål på 25 matcher.
Butler krönte en fyraårig collegekarriär genom att utses till assisterande lagkapten och gjorde näst flest mål i NCAA Division I säsongen 2009/10 med sina 29 fullträffar för UNH, något som gav honom en nominering som finalist för Hobey Baker Award som bästa amerikanska collegespelare. Den 24 mars 2010 blev Butler utsedd till den 58:e mottagaren av Walter Brown Award som årligen delas ut till den bästa amerikanska collegespelaren i New England. Han blev även utsedd till bland annat Hockey Easts Player of the Year, All-Hockey East First Team och nominerad till Hockey Humaniratian 2010 för hans insatser i samhället. På 153 matcher i New Hampshire noterades Butler för 61 mål, 60 assist och 88 utvisningsminuter över fyra säsonger.

### Seniorkarriär
Den 29 mars 2010 skrev Butler ett tvåårs kontrakt med Ottawa Senators i National Hockey League. Han gjorde sin NHL-debut med Ottawa den 1 april 2010 i en straffseger med 4-3 mot Carolina Hurricanes. Efter att ha deltagit i Ottawas träningsläger blev Butler nedflyttad deras AHL-lag Binghamton Senators. Butler gjorde sitt första NHL-mål mot Nikolai Khabibulin i Edmonton Oilers den 12 februari 2011, och spelade in sin första assist i samma match på ett mål av Milan Michalek. Efter att ha tillbringat resten av säsongen i Ottawa och gjort 10 mål och 11 assist på 36 matcher återvände han till Binghamton där han hjälpte till att leda klubben till en Calder Cup-seger.
Den 14 juli 2011 blev han belönad för sin säsong 2010-11 med ett tvåårigt envägskontrakt med Ottawa Senators. Butler reagerade dock med en mycket sämre 2011-12 än väntat och som ett resultat blev Butler placerad på waivers i juli 2012 med avsikt att köpa ut hans kontrakt. Den 27 juli 2012 meddelade Senators att hans kontrakt hade köpts ut, vilket gjorde Butler till free agent.
Den 9 augusti 2012 undertecknade Butler ett ettårigt tvåvägskontrakt med New Jersey Devils. Med anledningen av NHL-lockouten 2012 blev han direkt tilldelad AHL-samarbetspartnern Albany Devils. Vid inledningen av den förkortade NHL-säsongen återkallades Butler till New Jersey och gjorde sin debut mot New York Islanders i Nassau Veterans Memorial Coliseum den 3 februari 2013. Butler gjorde sitt enda mål i Devils mot Pittsburgh Penguins den 9 februari 2013 och efter att ha noterats för 2 poäng på 14 matcher placerades Butler på waivers och plockades då upp av Nashville Predators den 4 mars 2013.
Den 14 juni 2013 trejdades han till Florida Panthers i utbyte mot T.J. Brennan. Den 15 juli 2015 skrev Butler sitt första kontrakt utanför Nordamerika när han anslöt på ett tvåårskontrakt till Modo Hockey i SHL.